# Montsurvent
Montsurvent is een plaats en voormalige gemeente in het Franse departement Manche in de regio Normandië en telt 464 inwoners (2017). De plaats maakt deel uit van het arrondissement Coutances.

## Geschiedenis
Montsurvent maakte deel uit van het kanton Saint-Malo-de-la-Lande tot dit op 22 maart werd opgeheven en de gemeente werd opgenomen in het kanton Agon-Coutainville. Op 1 januari 2019 werd de gemeente opgeheven en werd Montsurvent een commune déléguée van Gouville-sur-Mer.

## Geografie
De oppervlakte van Montsurvent bedraagt 8,3 km², de bevolkingsdichtheid is 33,6 inwoners per km².
De onderstaande kaart toont de ligging van Montsurvent met de belangrijkste infrastructuur en aangrenzende gemeenten.

## Demografie
Onderstaande figuur toont het verloop van het inwonertal (bron: INSEE-tellingen).

Anneville-sur-Mer · Boisroger · Gouville-sur-Mer · Montsurvent · Servigny